# Type 89 Yi-Go
Il Type 89 Yi-Go o I-Go è stato un carro armato medio giapponese impiegato sia dall'esercito che dalle forze da sbarco della Marina imperiale giapponese durante la seconda guerra sino-giapponese e la guerra del Pacifico.
Progettato come un veicolo da supporto per la fanteria, fu concepito in gran parte autonomamente dal Giappone e formò il nucleo dell'arma carrista nipponica per tutti gli anni trenta prima che ne fosse prevista la sostituzione con progetti più moderni: ma anche dopo l'arrivo del Type 97 Chi-Ha continuò a essere usato in prima linea, sebbene cominciasse a decadere di fronte ai veicoli esteri. Del tutto obsoleto nel tardo 1941, prese parte all'invasione delle Filippine. In seguito i Type 89 furono adoperati da postazioni difensive oppure interrati a mezzo per contrastare le truppe avversarie, ma non rappresentarono mai un serio pericolo per gli M3/M5 Stuart o gli M4 Sherman statunitensi.

## Storia

### Sviluppo
Fin dagli ultimi mesi della prima guerra mondiale il Giappone aveva iniziato ad acquistare piccole quantità di carri armati francesi e britannici, in quanto la sua industria non era ancora in grado di concepire simili macchine. Nel 1925 i vertici dell'esercito imperiale decisero di costituire la specialità carrista, i cui reparti sarebbero stati equipaggiati con mezzi indigeni visto che dall'Europa non arrivavano veicoli di nuova concezione: furono stanziati i fondi per la progettazione di un carro armato leggero che operasse a supporto della fanteria, mansione che richiedeva elevate capacità fuoristrada e affidabilità meccanica.
In quest'ottica la sezione tecnica dell'esercito cooperò con l'arsenale di Osaka (Osaka Rikugun Zoheisho) e le aziende della siderurgia pesante per la costruzione di un prototipo, incarico che richiese quasi due anni di lavori: nel 1927 fu presentato il "Carro armato sperimentale Numero 1". Il veicolo era ben riuscito, ma la mole decisamente eccessiva unita alle scarse prestazioni e al motore difettoso decretarono il rifiuto delle alte sfere.
Nei mesi successivi arrivò in patria un esemplare del carro medio Vickers Mark C comprato dalla Gran Bretagna: i giapponesi lo testarono e analizzarono con attenzione, tanto che nel 1928 fu steso un nuovo piano di sviluppo che coniugava l'esperienza maturata con il Type 87 alle caratteristiche migliori del Mark C.
Ad aprile 1929, appena dopo essere stato completato, il "Carro Armato Sperimentale No. 2" fu sottoposto a un ciclo di collaudi: dimostrò di saper superare ostacoli alti circa 90 centimetri, guadi profondi quasi 1 metro e trincee larghe 2 metri, valore che si accrebbe di mezzo metro quando fu adoperata una coda espressamente progettata per facilitare il superamento di fossati. Al termine delle prove l'esercito si disse soddisfatto e accettò il mezzo con la denominazione ufficiale di "Type 89 Yi-Go". In questa designazione la cifra indicava in forma abbreviata l'anno 2589, corrispondente a 1929 del calendario gregoriano in uso presso l'Occidente; la prima sillaba, sostituibile anche con una I, stava per la parola "primo" e la seconda per "modello, veicolo": quindi l'espressione è traducibile in italiano come "primo modello (di carro armato) dell'anno 2589 (Type 89)". Il Type 89 ricevette la qualifica di carro armato medio visto che il peso superava di poco le 10 tonnellate, limite oltre il quale un corazzato non era più considerato leggero da parte delle forze armate nipponiche.

### Produzione e modifiche
A seguito del risultato positivo dei collaudi i vertici militari decisero di produrre il Type 89 presso l'arsenale di Sagami che, non possedendo stabilimenti sufficienti, dovette rinunciare a gran parte del lavoro. La Mitsubishi si aggiudicò il contratto ed edificò un'apposita fabbrica: coadiuvata dall'arsenale, la ditta fabbricò il Type 89 di entrambi i modelli dal 1931 al 1939, toccando la maggior punta produttiva nel biennio 1932-1934. Il Type 89 divenne così il primo carro armato con motore diesel a essere prodotto in grande serie.
Quanti esemplari delle due varianti A e B siano stati completati è difficile da dire. Due fonti concordano su 113 e 298 unità dei rispettivi modelli per un totale di 411 veicoli. Una riporta che furono consegnati 278 Type 89 A e 126 Type 89 B per complessivi 404 veicoli. Una terza fonte parla di 220 esemplari della prima versione e di 189 della seconda, arrivando a 409 mezzi prodotti.
Dal 1932 vennero introdotte alcune modifiche direttamente sulla catena di montaggio. Lo scafo ebbe la piastra frontale sostituita da un singolo pezzo un poco inclinato, a unire il tetto con il pavimento (più pronunciato). La torretta fu rimpiazzata da un nuovo modello, con una cupola molto più larga dotata di portello a due ante: ciò dette una forma fortemente asimmetrica alla torretta, sfaccettata sul lato sinistro (dove era stata spostata la mitragliatrice Type 91) e curvilinea su quello destro. Fu altresì eliminato il portello superiore, ricavata una botola nel retro della torre e modificato il supporto del cannone, cui fu assegnato un mantelletto da 19 mm. A partire dal 1936 si verificarono ulteriori interventi: vennero invertite le postazioni del mitragliere, del pilota e dello sportello d'accesso, ora ad anta singola. I rulli superiori del treno di rotolamento furono ridotti a quattro e vennero fissati direttamente allo scafo, permettendo di ridurre la superficie del pannello corazzato. Infine la coda posteriore divenne un equipaggiamento standard e le maglie dei cingoli furono ridisegnate per una migliore presa sul terreno; i cingoli stessi furono scambiati con un modello largo 322 mm formato da 80 elementi.
Dal 1937 una parte dei Type 89 fu armata con un cannone Type 97 da 57 mm lungo 18,5 calibri (L/18,5) con qualche capacità anticarro e il peso complessivo raggiunse le 14 tonnellate; una fonte però smentisce questo cambiamento in termini di armamento e mole mentre un'altra asserisce che l'intera serie d'aggiunte o sostituzioni risale al 1934.

### Impiego operativo

#### Teatro cinese (1932-1938)

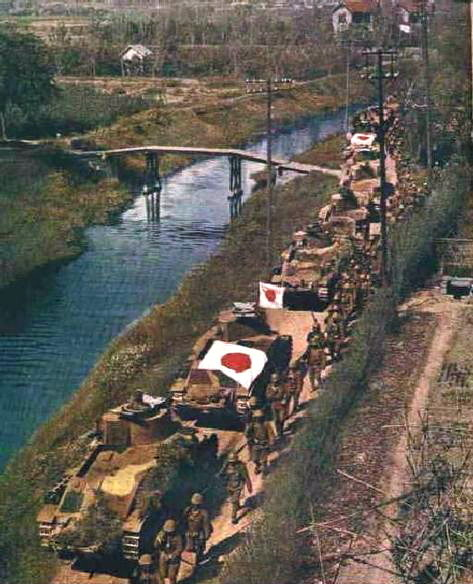
1937: ripresa in una rara immagine a colori, una colonna di Type 89 e soldati giapponesi entra a Nanchino, una delle maggiori città cinesi

Il battesimo del fuoco avvenne durante l'Incidente di Shanghai del febbraio 1932, quando la 2ª compagnia carri indipendente del capitano Shigemi, equipaggiata con cinque Type 89 Chi-Ro e dieci Renault NC, fu inviata nella città per supportare un reparto delle Kaigun Tokubetsu Rikusentai: le strade strette e gli edifici fittamente costruiti permisero spesso alle forze cinesi di contenere le puntate dei corazzati nipponici. Al suo primo combattimento, comunque, il Type 89 si dimostrò nettamente superiore ai carri francesi in termini di affidabilità meccanica, tanto che gli NC27 vennero radiati subito dopo l'operazione. Il carro nipponico dette una prova talmente buona di sé (dovuta in parte al mediocre livello tecnico delle forze cinesi) che nel 1933 vennero costituiti tre reggimenti ognuno dei quali si componeva di venti Type 89 equamente suddivisi in due compagnie; due rimasero in Giappone mentre il terzo fu inviato a Kungchuling in Manciuria. Verso la fine di febbraio 1933 l'impero nipponico guardava con interesse alla provincia del Jehol, subito a sud dell'area mancese; perciò distaccò a sostegno delle truppe incaricate dell'operazione la 1ª compagnia carri speciale del capitano Hyakutake, che era stata da poco riequipaggiata con undici Type 89 a seguito dell'esperienza di Shanghai. Coadiuvati da due tankette Type 92 Jyū-Sokosha, i carri furono lanciati all'attacco da Chaoyang il 1º marzo e raggiunsero Chengde il 4 marzo, dopo aver coperto 320 chilometri e sostenuto con successo diversi scontri.
Durante il corso del 1934 vennero organizzate altre tre compagnie nella zona di Chou-Ling che andarono a formare il 4º reggimento carri, posto alle dipendenze della 1ª brigata mista.
Il 7 luglio 1937 a Lukouchiao si verificò l'Incidente del ponte di Marco Polo che scatenò la seconda guerra sino-giapponese e pose le premesse per la deflagrazione della guerra nel Pacifico. I giapponesi mobilitarono la 1ª brigata mista indipendente del maggior generale Sakai, composta da dodici Type 89, tredici Type 95 Ha-Go di recente progettazione, dodici tankette Type 94 TK e quattro veicoli del genio: dopo aver marciato su Hebei il reparto combatté vicino a Pechino, poi partecipò all'occupazione della provincia di Quhar compiendo un trasferimento di ben 700 chilometri in cinque giorni. Le battaglie che si svolsero nell'area videro un impiego parcellizzato della brigata, dottrina che sollevò le critiche del maggior generale Tojo, a capo del complesso di forze incaricato dell'invasione. Il mese successivo la guarnigione di 2.500 Rikusentai stanziata a Shanghai dai primi anni 1930 (appoggiata da un'unità corazzata di sei-otto Type 89) fu investita da forze cinesi notevolmente superiori, circa 50.000 uomini: l'esercito giapponese organizzò un'operazione anfibia sbarcando a nord della città con due divisioni di fanteria, unità ausiliarie e il 5º battaglione carri del colonnello Hosomi, equipaggiato con trentadue Type 89 oltre a quindici tankette Type 94. Gli scontri infuriarono nei sobborghi dove ancora una volta le truppe cinesi sfruttarono il caotico ambiente urbano per annullare il vantaggio in mezzi blindati dei giapponesi: a settembre però, dopo feroci combattimenti, l'assedio fu rotto e i nazionalisti di Chiang Kai-shek messi in fuga. Mentre la battaglia per Shanghai stava per giungere alla conclusione, il 14 settembre il Giappone lanciò un'offensiva da Pechino verso sud. Le divisioni schierate nella 1ª armata godettero dell'appoggio del 1º e 2º battaglioni carri: comandanti rispettivamente dal colonnello Baba e dal parigrado Imada, riunivano ben settantotto Type 89 e quarantuno tankette Type 94 TK. L'attacco si sviluppò con successo e si stabilizzò su una direttrice sud-ovest: l'avanzata nipponica vide operare ancora una volta i carri armati in maniera disorganica e a supporto delle fanterie.
Nell'aprile 1938 Chiang Kai-shek decise di contrattaccare l'Impero giapponese e guadagnarsi così l'attenzione internazionale: la battaglia esplose nella città di Taierchwang, presidiata da circa 10.000 soldati nipponici rinforzati da sette Type 89 e cinque Type 94, distaccati dall'"unità carri della Cina" e sotto il controllo di un certo Tamura. Questa volta l'esito dello scontro fu favorevole ai cinesi, che inoltre catturarono tre Type 89. Appena un mese più tardi l'esercito imperiale aveva ripreso le operazioni con rinnovata potenza e i cinesi concentrarono più di sessanta divisioni attorno a Hsuchou, che i comandanti nipponici decisero di cingere d'assedio: a nord fu dispiegata la Forza di spedizione della Cina del nord con quattro divisioni e a sud si schierò la Forza di spedizione della Cina centrale forte di tre divisioni; il 5º battaglione carri di Hosomi, dotato di trentadue Type 89 e quindici Type 94 fu destinato a fornire appoggio alle truppe. Al fine di completare l'accerchiamento furono inviati sul fianco occidentale della città il 1º e 2º battaglioni carri: quest'ultimo era formato esclusivamente da trentasei Type 89, mentre il primo reparto, al comando del colonnello Iwanaka, contava ventiquattro Type 89 e otto Type 94. La battaglia di Hsuchou avrebbe potuto rappresentare una formidabile vittoria giapponese se l'accerchiamento fosse stato compiuto da forze più numerose: infatti la maggior parte delle divisioni cinesi riuscì a sfuggire, regalando ai nipponici una sterile vittoria tattica.

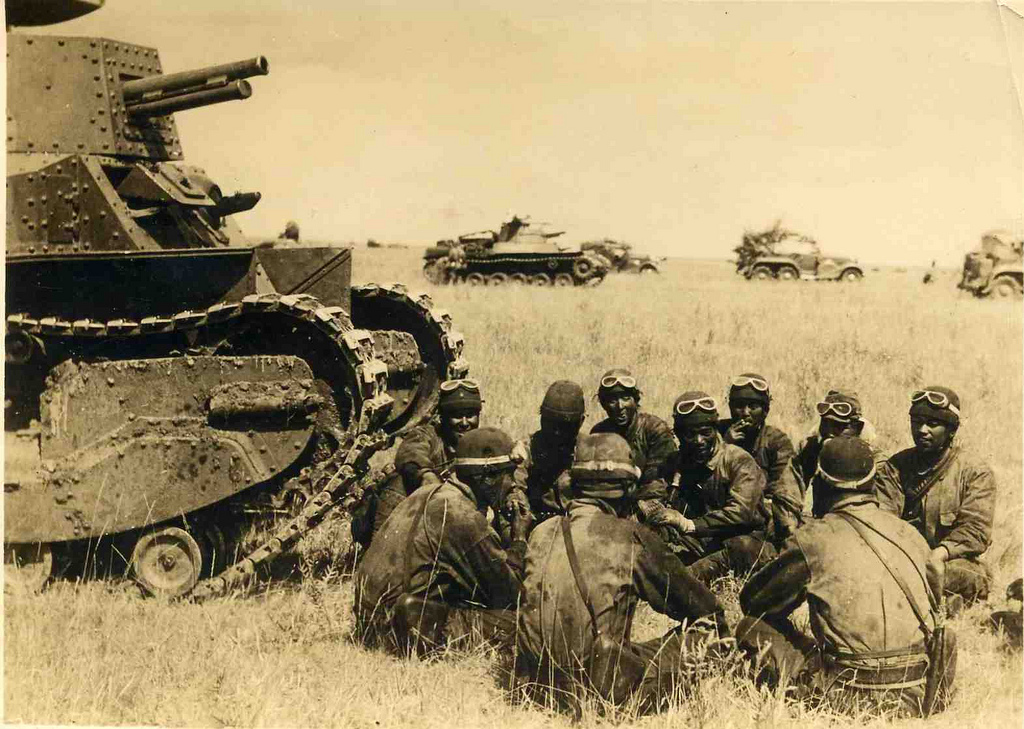
Carri armati e blindati nipponici nella steppa di Nomonhan. In primo piano alcuni equipaggi ricevono le istruzioni per la battaglia

Quasi un anno dopo, nel marzo 1939 l'esercito imperiale si prese la rivincita nella battaglia di Nanchang. Per la conquista della città erano state calcolate perdite consistenti nonostante i reparti corazzati delegati a supportare le truppe appiedate: in vista della battaglia i giapponesi avevano fatto affluire il 5º battaglione (il cui comando era stato assunto dal colonnello Ishii), il 7º reggimento del tenente colonnello Kusunose e un'unità di veicoli leggeri; in totale settantasei Type 89 e cinquantanove Type 94. Questa volta però tutti i mezzi furono riuniti in un gruppo corazzato al cui vertice fu posto Ishii, che operò una manovra a tergo dello schieramento cinese secondo uno schema simile alla Blitzkrieg ventura: il fronte nazionalista, colto di sorpresa, venne sconfitto rovinosamente e l'occupazione di Nanchang fu portata a termine con perdite molto più basse rispetto a quelle prospettate.

#### Mongolia interna (1939)
Il teatro di operazioni in Cina cominciò a ristagnare per l'ampiezza e il logorio delle armate adoperate, ma a giugno 1939 si riaccesero le battaglie di confine con l'Unione Sovietica; infatti, da quando l'impero giapponese aveva invaso la Manciuria nel 1931, il confine con l'URSS aveva visto diverse scaramucce o brevi schermaglie provocate sia dai sovietici che dai giapponesi. Uno scontro iniziato attorno alla metà di maggio sugli altipiani di Nomonhan degenerò entro un mese in una guerra vera e propria. Entrambi i paesi inviarono nelle inospitali aree della Mongolia Interna forze consistenti: in particolare l'esercito nipponico distaccò il gruppo carri del maggior generale Yasuoka, articolato sul 3º reggimento del colonnello Yoshimaru e sul 4º del parigrado Tamada; nel complesso trentaquattro Type 89 e una sessantina tra ulteriori carri medi e leggeri. La battaglia che si combatté fu la prima nella quale i giapponesi si misurarono con mezzi blindati di un certo valore, in quanto fino ad allora non avevano mai incontrato armi o veicoli che potessero seriamente minacciarli: gli scontri sostenuti contro i BT-5 segnarono una netta sconfitta nipponica. Il cannone corto da 57 mm dei Type 89 aveva insufficiente gittata e potere di penetrazione molto scarso, mentre i pezzi da 45 mm dei sovietici, più precisi e con maggiore velocità iniziale, trapassavano con facilità le esigue corazze rivettate e quasi verticali dei carri giapponesi. Al termine di dieci giorni di dura battaglia i sovietici avevano distrutto tredici carri avversari, danneggiandone altri ventinove in maniera più o meno grave: i reggimenti di Yasuoka avevano perso il 40% degli effettivi, fattore che convinse i comandanti a ritirare i menomati reparti. Il conflitto sarebbe continuato fino a metà settembre concludendosi con la vittoria sovietica.

#### Il Pacifico e la Manciuria (1941-1945)

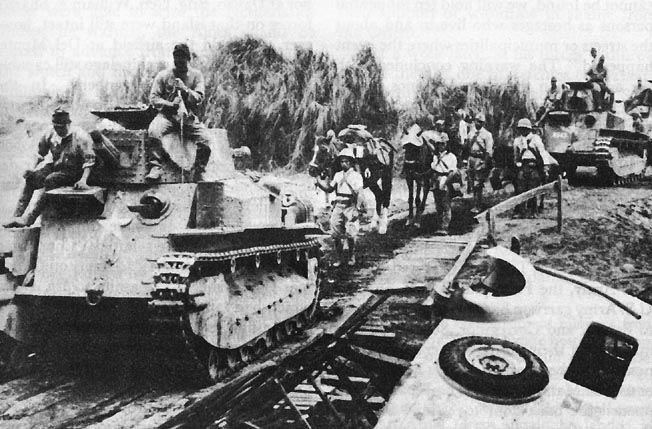
All'inizio di gennaio 1942 i Type 89 marciano sulla capitale filippina Manila dopo i vittoriosi sbarchi di dicembre

Il 7 dicembre 1941 l'Impero giapponese scatenò l'attacco di Pearl Harbor e dette avvio all'espansione nel Pacifico occidentale così come nel Sud-est asiatico: a questa data i Type 89 erano completamente obsolescenti e vennero utilizzati soltanto nelle Filippine, dove il 22 dicembre sbarcarono trentaquattro esemplari facenti parte del 7º reggimento del colonnello Sonoda, ma non si hanno notizie del loro utilizzo. I giapponesi relegarono i Type 89 a compiti di seconda linea oppure, come molto spesso accadde nelle Indie orientali olandesi e nel Sud Pacifico, li utilizzarono da posizioni fisse per contrastare la fanteria; venne così sacrificata la principale qualità del carro armato in sé, ovvero la mobilità.
I Type 89 furono reincontrati in battaglia dagli Alleati oltre due anni dopo, sull'isola di Bougainville: due esemplari vennero mandati all'attacco degli aeroporti di Piva e Torokina costruiti dagli statunitensi (sbarcati all'inizio di novembre 1943), ma entrambi furono distrutti dai velivoli dell'8º Squadrone della Royal New Zealand Air Force.
L'andamento del conflitto, sempre più sfavorevole per le forze armate nipponiche, vide lo svolgersi di una grande operazione aeronavale e anfibia condotta dagli Stati Uniti per riconquistare le Filippine: il 20 ottobre 1944 soldati e marine sbarcarono sull'isola di Leyte, la cui guarnigione disponeva di solo reparto corazzato d'appoggio. Si trattava della 7ª compagnia carri indipendente del capitano Kawano, formata da undici Type 89; egli, attestatosi vicino all'aeroporto di Burauen, guidò un assalto contro le teste di ponte stabilite dagli statunitensi, precisamente attorno al paese di Dulag: l'operazione fallì e sei carri vennero distrutti; i sopravvissuti si ritirarono, ma non si hanno notizie su che cosa sia accaduto loro. Ignoto è anche il destino di altre due compagnie indipendenti schierate nell'isola di Luzón, l'8ª del primo tenente Matsumoto e la 9ª del parigrado Nakajima: entrambe erano dotate di undici Type 89.

#### Dopoguerra
Un piccolo numero di Type 89, sopravvissuto alla guerra, fu impiegato dall'esercito francese durante la guerra d'Indocina.

## Caratteristiche
Il Type 89 presentava una sagoma molto simile al Vickers Mk C, in particolare per lo scafo grossolano e squadrato, il cui processo costruttivo impiegava per lo più la rivettatura e solo in minima parte la saldatura. L'unica differenza di sorta stava nella parte anteriore, in quanto il disegno britannico era stato ritenuto troppo complesso da riprodurre: nel carro giapponese il lato frontale era formato da una sezione superiore verticale e da una inferiore inclinata verso l'esterno, dando luogo a una lieve sporgenza della stessa larghezza del carro (circa 2,20 metri); su quest'ultima piastra venne ricavato a destra un portello d'accesso diviso in due metà orizzontali. La luce libera - distanza tra fondo dello scafo e terreno - misurava 35 centimetri.
Il treno di rotolamento riprendeva quello del Vickers: si componeva di otto ruote portanti di piccolo diametro unite a coppie di due; ogni gruppo di quattro ruote era vincolato a un grande carrello, la cui sospensione a balestra era coadiuvata da un bilanciere. Infine era presente una nona ruota indipendente, posta davanti a tutte le altre. Per proteggere la meccanica da detriti, schegge o proiettili di piccolo calibro, al fianco del carro venne inchiavardato un pannello modellato e corazzato completo di alti parafanghi inclinati: al bordo superiore fu assicurato un longherone con cinque perni per altrettanti rulli tendicingolo. Il treno di rotolamento era completato da una ruota motrice posteriore e una di rinvio, anch'essa dentata, sistemata anteriormente: i cingoli adottati erano larghi 366 mm e non necessitavano di guide a dente, visto che le ruote si sovrapponevano al cingolo per tutta la larghezza. L'apparato motore, situato nel retro del carro, era alimentato a benzina, contava 6 cilindri ed era associato a un cambio con quattro velocità; poteva spingere il Type 89 a 27 km/h massimi su strada. Il sistema di sterzatura così come il riduttore erano la copia di quelli del carro sperimentale Numero 1. Lo scarico del motore fu sistemato sopra il parafango sinistro.

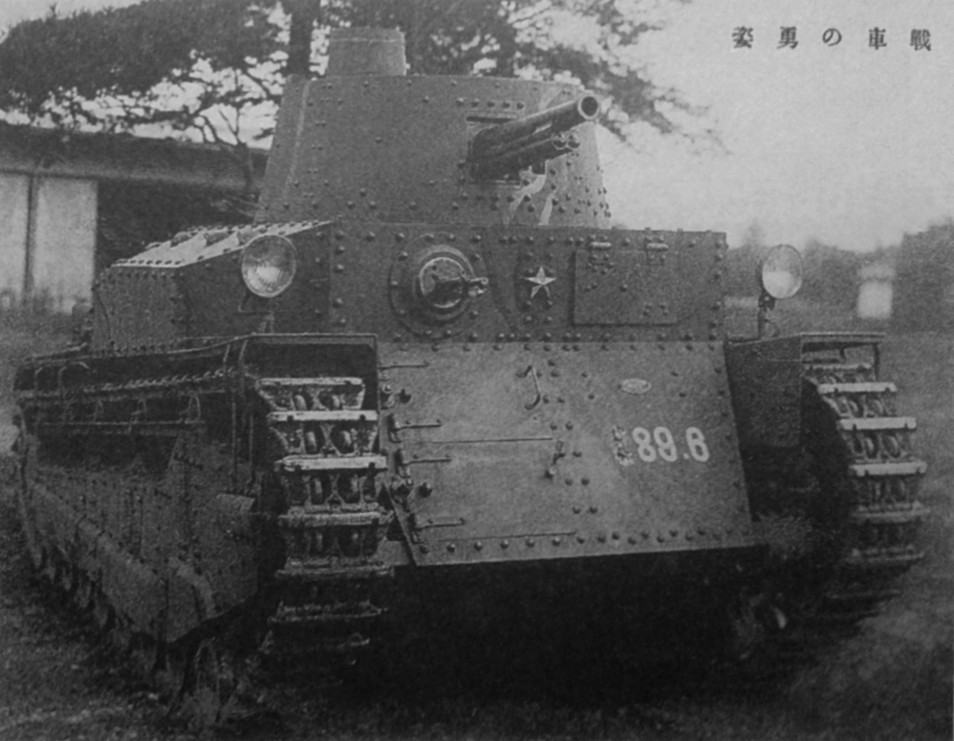
Visione anteriore di un esemplare di Type 89: l'architettura del lato frontale indica che si tratta del primo modello

La torretta, ruotabile per 360°, ricordava poco quella installata sul Vickers: era di forma leggermente conica, stondata ai lati e simmetrica, caratterizzata da una piccola e alta cupola decentrata sulla destra; un portello d'accesso a due ante era sulla sinistra del tetto. Il prototipo e i primissimi esemplari di serie furono armati con il cannone da fanteria Type 11 da 37 mm; quest'arma fu poi scambiata con un cannone Type 90 da 57 mm e lungo 18,4 calibri (L/18,4). Il pezzo sparava granate ad alto esplosivo a una velocità iniziale di 350 m/s, sufficiente a penetrare 20 mm dalla distanza di 500 metri. Era inoltre possibile brandeggiare il pezzo su un arco di 20° indipendentemente dalla torretta, mentre l'alzo andava  da -15 a + 20°. Secondo uno schema inusuale per i carri armati europei o statunitensi, nella parte posteriore della torretta era presente un affusto a sfera per una mitragliatrice Type 91 da 6,5 mm, che doveva servire a proteggere il retro del carro da attacchi di fanteria; una soluzione adottata anche da alcuni mezzi sovietici. Nella piastra verticale dello scafo anteriore, sulla destra, fu aggiunto un secondo supporto per un'altra mitragliatrice dello stesso modello: in totale erano trasportabili 2.745 cartucce per le Type 91 e 100 proietti per il cannone, un carico che rendeva l'abitabilità del veicolo a malapena tollerabile.
La corazzatura era relativamente leggera nonostante il Type 87 fosse stato bocciato, tra gli altri motivi, proprio per lo spessore troppo esiguo delle protezioni. D'altronde, le prime esperienze belliche raccolte in Cina (l'unico teatro dove era all'epoca impegnato l'esercito) avevano dimostrato che non bisognava attendersi un'apprezzabile opposizione in termini di blindati né tantomeno in ambito di artiglieria controcarri, essendo quella cinese dotata di ben pochi pezzi da 37 mm anche poco efficienti. Inoltre consistenti corazze avrebbero aumentato troppo l'ingombro del veicolo, comportando consumi più alti di carburante, limitando la mobilità, complicando i trasporti via nave e ferrovia. La corazzatura misurava dunque 17 mm su fronte, lati e retro dello scafo; la torretta presentava una corazzatura anteriore spessa 17 mm, 15 mm sui lati e 10 mm nella parte posteriore. La sezione superiore di scafo e torretta misurava 10 mm.
Il Type 89 era operato da un equipaggio di quattro uomini: nella torretta sedeva il capocarro (a destra) assieme al cannoniere, mentre nello scafo anteriore trovavano posto a destra il mitragliere e alla sua sinistra il pilota che per la guida disponeva di un visore rettangolare, richiudibile con un portelletto dotato di feritoia.

## Versioni

### Type 89 A
Appena prima di entrare in produzione il modello guida cominciò a essere rimaneggiato: in particolare venne sostituito il motore adoperato con un Daimler d'origine automobilistica, un apparato a 6 cilindri erogante 118 hp a 1.800 giri al minuto, con alimentazione a gasolio e un sistema di raffreddamento ad acqua. Furono apportate altre modifiche che elevarono il peso del carro a 11,8 tonnellate oppure a 12,8 tonnellate; la pressione specifica al suolo fu quantificata in 0,57 kg/cm². L'altezza arrivò a sfiorare i 2,60 metri e lo scafo venne allungato fino raggiungere i 5,10 metri: in questa configurazione il Type 89 vide un calo delle sue prestazioni, poiché la velocità massima era appena superiore ai 24 km/h su strada e l'autonomia arrivava a circa 140 chilometri su vie asfaltate. La sovrastruttura fu dotata di piccoli portelli e feritoie nella parte anteriore, mentre otto piccoli fori chiudibili ricavati sul tetto fortemente inclinato (quattro per lato) servivano a riempire i serbatoi.

### Type 89 B
Nel 1931 e 1932 i Type 89 entrarono ufficialmente in servizio partecipando alle loro prime azioni in battaglia, sia a Shanghai che nelle vaste aree della Manciuria povere di infrastrutture e di acqua. Simili caratteristiche morfologiche si tradussero in alti consumi di carburante e gli inverni, particolarmente freddi, richiedevano l'installazione di congegni che evitassero ai liquidi di raffreddamento di congelare. A seguito delle insistenze del maggiore Tomio Hara, nel 1932 venne approvata la progettazione di un motore Diesel raffreddato ad aria anziché di continuare lo sviluppo di un apparato a benzina, più soggetto a incendiarsi: più o meno a metà del 1934 la compagnia Jugojyo della Mitsubishi completò l'incarico. Il nuovo diesel Mitsubishi A6120VD era un apparato a 6 cilindri erogante 120 hp, con sistema di raffreddamento ad aria. Vi era comunque una contropartita, e cioè la scarsa potenza del diesel a paragone dei motori alimentati a benzina, fattore che rese difficoltoso per carri armati nipponici possedere pesanti corazzature oppure armi di grande calibro. I comandi ridenominarono i carri con il vecchio apparato Type 89 Yi-Go Kō ("A") mentre il modello dotato del nuovo macchinario divenne il Type 89 Yi-Go Otsu ("B") a volte erroneamenten identificato come Type 94, proprio perché entrato in servizio nel 1934 e quindi nell'anno imperiale 2594. Una fonte, però, sostiene che il Type 94 sia solo un'ulteriore versione del Type 89 B riconoscibile da alcuni cambiamenti apportati in corso di produzione e invero riscontrabili anche sui Type 89 A.
Il Type 89 beneficiò del nuovo apparato in termini di autonomia massima (170 chilometri) e velocità raggiungibile su strada (27 km/h); il peso aumentò attorno alle 13 tonnellate, e la lunghezza arrivò a 5,73 metri a causa della coda da trincea.

## Esemplari esistenti
Alcuni Type 89 sono sopravvissuti. Uno è esposto all'U.S. Army Ordnance Museum vicino al terreno di prova di Aberdeen, nello stato del Maryland; manca delle due mitragliatrici ma per il resto le sue condizioni sono eccellenti. La porzione centrale della sovrastruttura così come buona parte della torretta presentano una lavorazione per saldatura e inoltre non sono visibili le aperture circolari sul tetto della prima.

### Appunti
1. ↑  La formula Type 89 Chi-Ro ("secondo modello di carro armato medio anno 2589"), sebbene diffusa, sembra che non fu mai utilizzata dall'esercito imperiale perché faceva parte di un sistema d'immatricolazione adoperato solo dal 1936, che non venne applicato ai carri armati fino ad allora concepiti. È certo che sia stata coniata in occidente poco dopo la fine della seconda guerra mondiale mentre veniva studiato l'equipaggiamento nipponico catturato.